# Cynipimorpha bilimecki
Cynipimorpha bilimecki är en tvåvingeart som beskrevs av Brauer 1882. Cynipimorpha bilimecki ingår i släktet Cynipimorpha och familjen vapenflugor. Inga underarter finns listade i Catalogue of Life.